# Cabo Blanco (Oregon)
O cabo Blanco (em inglês:  Cape Blanco) é um cabo que constitui o extremo ocidental do estado do Oregon, nos Estados Unidos. O cabo Blanco estende-se mais para oeste que qualquer local dos Estados Unidos Contíguos (lower 48) exceto o Cabo Alava, no estado de Washington. O cabo integra o Cape Blanco State Park e tem um farol desde 1870.
Está no condado de Curry, a 8 km a norte de Port Orford. Jules Verne, num dos seus primeiros livros de ficção científica, "Les cinq cents millions de la Bégum", localiza uma comunidade utópica chamada Ville-France em 1872 numa praia do sul do Oregon, a "oitenta quilómetros a norte do cabo Blanco". Também é mencionado na obra Moby Dick: "And that harpoon-so like a corkscrew now-was flung in Javan seas, and run away with by a whale, years afterwards slain off the Cape of Blanco."

## Imagens

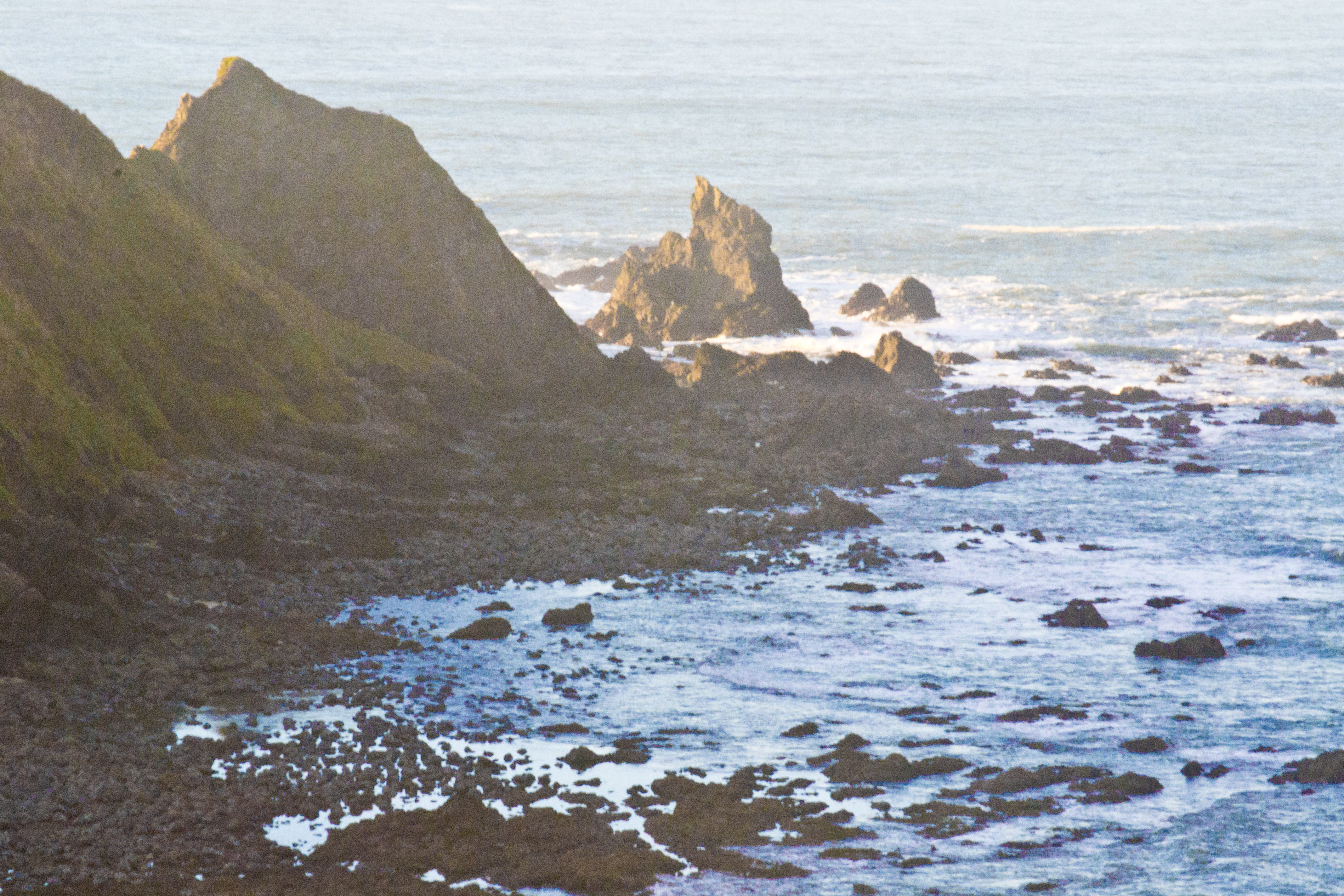
Lado norte
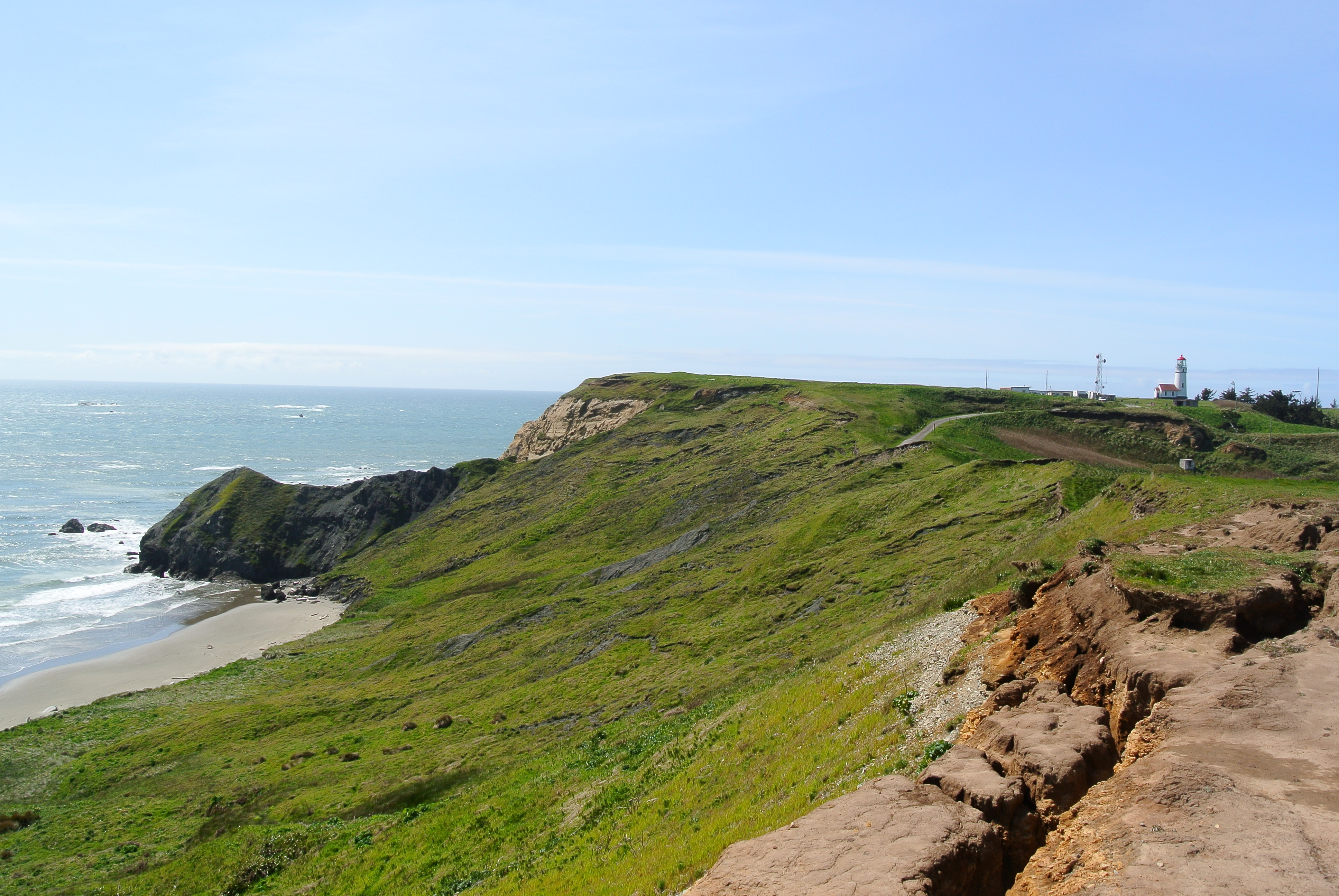
Cabo Blanco - farol
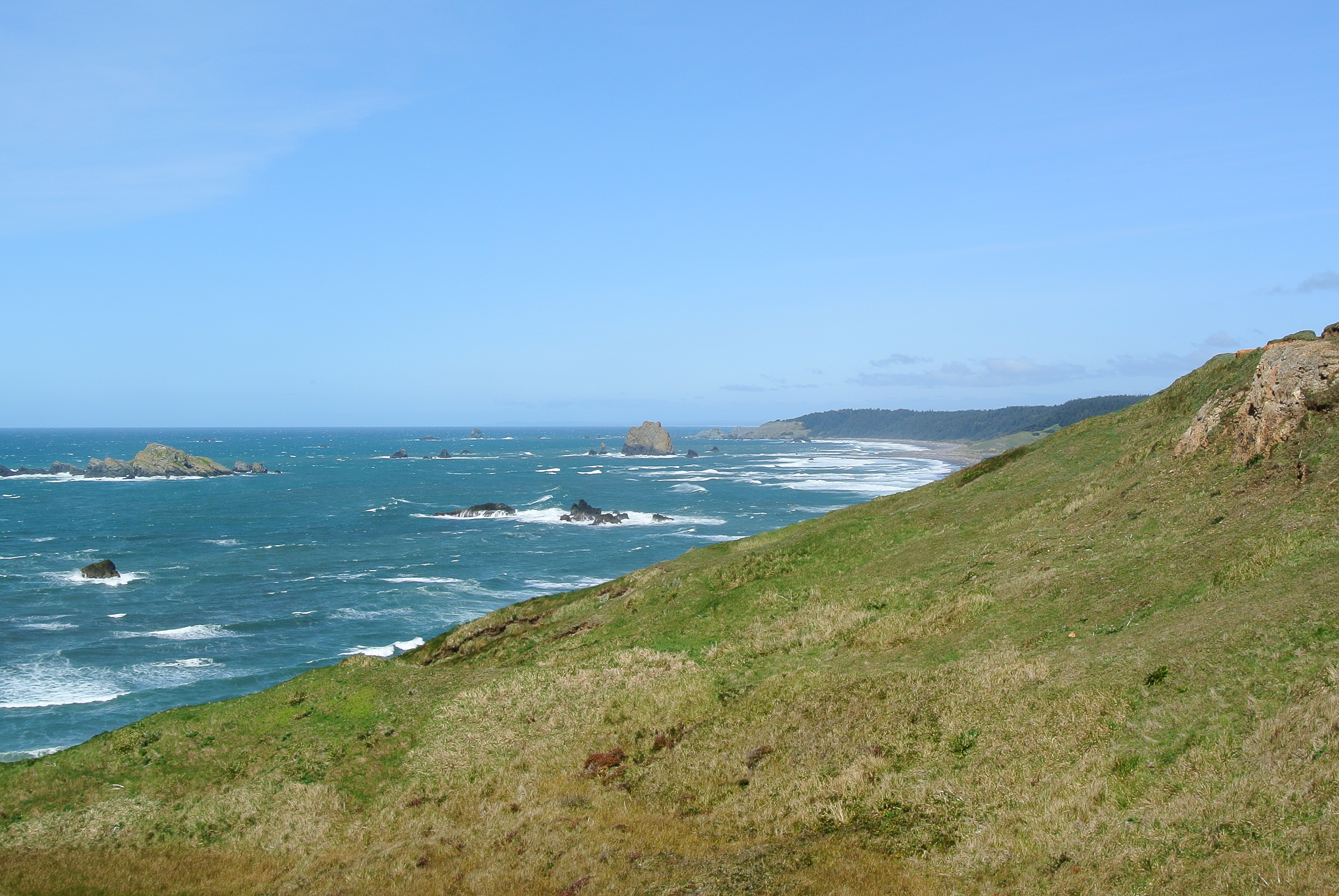
Cabo Blanco - vista para norte: Gulf Rock, Castle Rock e Floras Lake State Park

## Climatologia
| Dados climáticos para Cape Blanco           | Dados climáticos para Cape Blanco | Dados climáticos para Cape Blanco | Dados climáticos para Cape Blanco | Dados climáticos para Cape Blanco | Dados climáticos para Cape Blanco | Dados climáticos para Cape Blanco | Dados climáticos para Cape Blanco | Dados climáticos para Cape Blanco | Dados climáticos para Cape Blanco | Dados climáticos para Cape Blanco | Dados climáticos para Cape Blanco | Dados climáticos para Cape Blanco | Dados climáticos para Cape Blanco |
| Mês                                         | Jan                               | Fev                               | Mar                               | Abr                               | Mai                               | Jun                               | Jul                               | Ago                               | Set                               | Out                               | Nov                               | Dez                               | Ano                               |
| ------------------------------------------- | --------------------------------- | --------------------------------- | --------------------------------- | --------------------------------- | --------------------------------- | --------------------------------- | --------------------------------- | --------------------------------- | --------------------------------- | --------------------------------- | --------------------------------- | --------------------------------- | --------------------------------- |
| Recorde alta °F (°C)                        | 75 (24)                           | 72 (22)                           | 75 (24)                           | 74 (23)                           | 76 (24)                           | 71 (22)                           | 76 (24)                           | 71 (22)                           | 79 (26)                           | 85 (29)                           | 71 (22)                           | 70 (21)                           | 85 (29)                           |
| Média alta °F (°C)                          | 50.8 (10.4)                       | 51.8 (11)                         | 51.2 (10.7)                       | 52.5 (11.4)                       | 54.6 (12.6)                       | 57 (14)                           | 58 (14)                           | 59.2 (15.1)                       | 59.4 (15.2)                       | 57.7 (14.3)                       | 54.7 (12.6)                       | 52 (11)                           | 54.9 (12.7)                       |
| Média baixa °F (°C)                         | 41.5 (5.3)                        | 42.6 (5.9)                        | 41.9 (5.5)                        | 43 (6)                            | 45.7 (7.6)                        | 48.4 (9.1)                        | 49.4 (9.7)                        | 50.3 (10.2)                       | 50.1 (10.1)                       | 48.2 (9)                          | 45.1 (7.3)                        | 42.7 (5.9)                        | 45.7 (7.6)                        |
| Recorde baixa °F (°C)                       | 19 (−7)                           | 22 (−6)                           | 25 (−4)                           | 25 (−4)                           | 34 (1)                            | 34 (1)                            | 41 (5)                            | 40 (4)                            | 39 (4)                            | 39 (4)                            | 29 (−2)                           | 17 (−8)                           | 17 (−8)                           |
| Média precipitação pol. (mm)                | 13.74 (349)                       | 9.4 (239)                         | 9.49 (241)                        | 5.03 (127.8)                      | 3.18 (80.8)                       | 1.41 (35.8)                       | 0.46 (11.7)                       | 1.37 (34.8)                       | 2.09 (53.1)                       | 5.25 (133.4)                      | 11.24 (285.5)                     | 13.21 (335.5)                     | 75,86 (1 926,8)                   |
| Queda de neve média pol. (cm)               | 0.3 (0.8)                         | 0 (0)                             | 0 (0)                             | 0 (0)                             | 0 (0)                             | 0 (0)                             | 0 (0)                             | 0 (0)                             | 0 (0)                             | 0 (0)                             | 0 (0)                             | 0 (0)                             | 0.3 (0.8)                         |
| Média de dias de precipitação (≥ 0.01 inch) | 19                                | 16                                | 17                                | 13                                | 10                                | 7                                 | 3                                 | 4                                 | 6                                 | 10                                | 17                                | 19                                | 141                               |
| Fonte:                                      |                                   |                                   |                                   |                                   |                                   |                                   |                                   |                                   |                                   |                                   |                                   |                                   |                                   |